# Acrochordus javanicus
Serpent verruqueux
Espèce
Statut de conservation UICN

 LC  : Préoccupation mineure
Acrochordus javanicus, ou serpent verruqueux, est une espèce de serpents non-venimeux (aglyphes) de la famille des Acrochordidae qui regroupe des serpents au mode de vie aquatique.

## Description

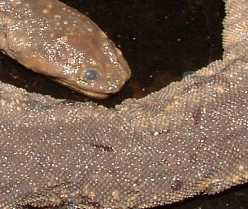
Un spécimen conservé dAcrochordus javanicus, en 2004.

Acrochordus javanicus possède une tête large et plate, des narines situées sur le dessus du museau. Ce qui lui confère une certaine ressemblance avec les boas. Toutefois, la tête est aussi large que le corps. Les femelles sont plus grosses que les mâles et la taille maximale d'un individu est de 2,4 m. Le dessus du corps est brun et la face ventrale est plus claire. La peau est souple et ample donnant l'impression que cette dernière est trop grande pour l'animal et est couverte d'écailles disjointes. Elle est également utilisée en mégisserie et son cuir porte alors le nom de Karung.
Ces serpents aquatiques sont ovovivipares, l'incubation dure 5 à 6 mois et la femelle expulse de 6 à 17 petits.

## Répartition
Cette espèce se rencontre dans la zone centrale du Bassin Indo-Pacifique soit plus précisément  :
- en Indonésie au Kalimantan, à Java et à Sumatra ;
- en Malaisie péninsulaire et en Malaisie orientale ;
- en Thaïlande ;
- au Cambodge ;
- au Viêt Nam.

Sa présence est incertaine à Singapour, en Nouvelle-Guinée et dans l'est de l'Indonésie.

## Habitat
Acrochordus javanicus vit de préférence à proximité du bord des rivières, des estuaires et autres lagunes. Il peut donc vivre autant en eau douce, saumâtre que salée.

## Alimentation
Acrochordus javanicus chasse à l'affût des poissons et des amphibiens qu'il enserre dans ses anneaux pour les tuer avant de les dévorer. Sa peau flasque avec ses écailles disjointes limite tout risque d'évasion de la proie et ce notamment des poissons dont le corps est couvert d'un mucus protecteur visqueux.

## Comportement
Acrochordus javanicus a une activité nocturne. Il passe la plus grande partie de son existence dans l'eau et ne va que très rarement à terre. Il peut rester jusqu'à 40 minutes sous l'eau.

## Publication originale
- Hornstedt, 1787 : Beschryving van een nieuwe slang van Java. Kungliga Svenska vetenskapsakademiens handlingar, vol. 4, p. 307.